# Metacosmoecus nigrofasciatus
Metacosmoecus nigrofasciatus là một loài Trichoptera thuộc họ Limnephilidae. Chúng phân bố ở vùng Tân nhiệt đới.